# Милц (Тирингија)
Милц (њем. Milz) општина је у њемачкој савезној држави Тирингија. Једно је од 43 општинска средишта округа Хилдбургхаузен. Према процјени из 2010. у општини је живјело 951 становника. Посједује регионалну шифру (AGS) 16069032.

## Географски и демографски подаци
Милц се налази у савезној држави Тирингија у округу Хилдбургхаузен. Општина се налази на надморској висини од 291 метра. Површина општине износи 17,6 km². У самом мјесту је, према процјени из 2010. године, живјело 951 становника. Просјечна густина становништва износи 54 становника/km².